# Zjednoczona Lewica (Polska)

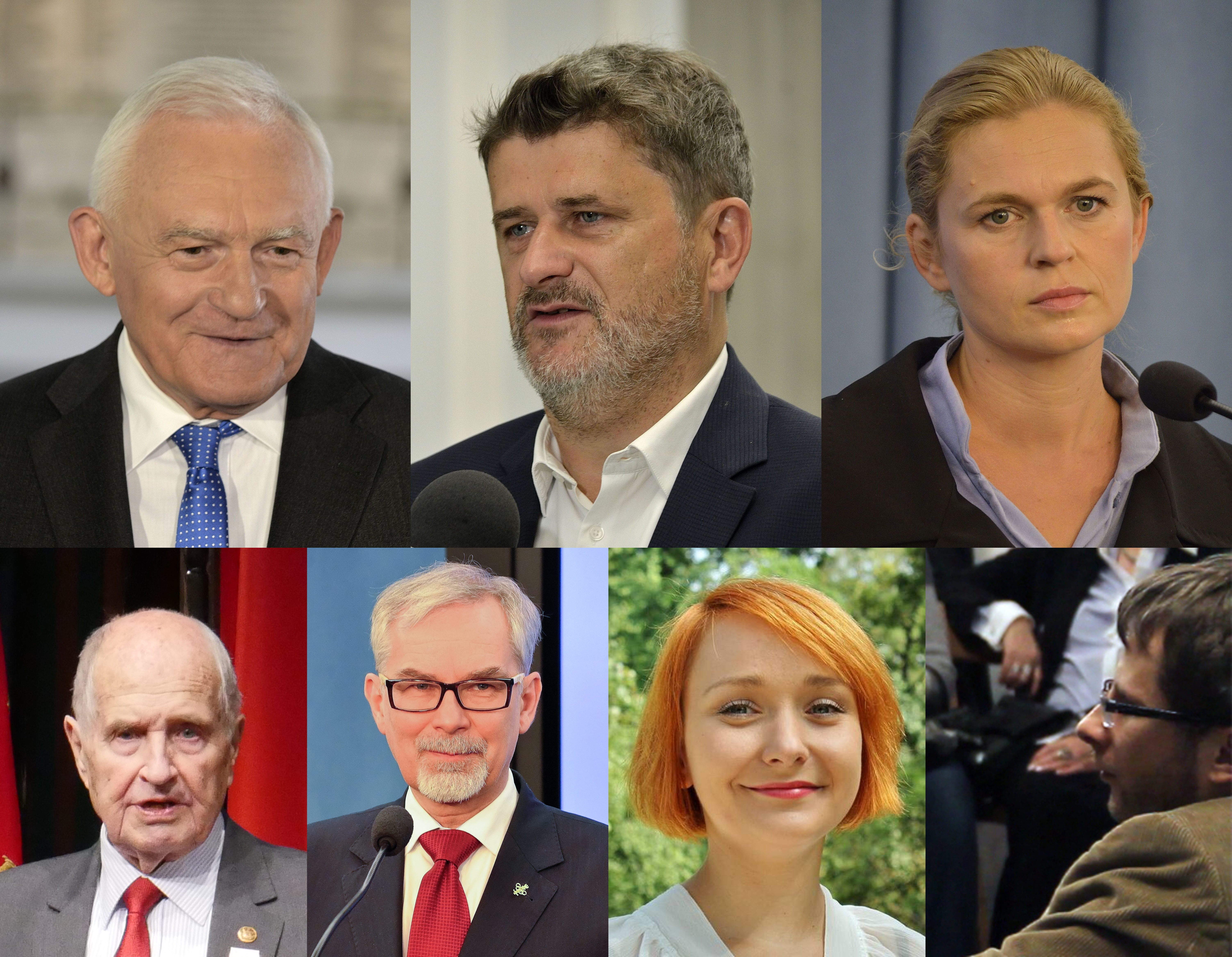
Liderzy ZL – górny rząd: Leszek Miller (SLD), Janusz Palikot, Barbara Nowacka (oboje TR);
dolny rząd: Bogusław Gorski (PPS), Waldemar Witkowski (UP), Małgorzata Tracz, Adam Ostolski (oboje Zieloni)

Zjednoczona Lewica SLD+TR+PPS+UP+Zieloni (ZL) – polska lewicowa koalicja wyborcza zawiązana na wybory parlamentarne w 2015 przez Sojusz Lewicy Demokratycznej, Twój Ruch, Polską Partię Socjalistyczną, Unię Pracy i Partię Zieloni. Z list koalicji kandydowali także działacze innych partii politycznych. Liderem koalicji była Barbara Nowacka (TR).

## Historia
17 czerwca 2015 na zaproszenie Jana Guza w siedzibie OPZZ w Warszawie doszło do spotkania partii i ruchów lewicowych. Spotkanie to zapoczątkowało rozmowy o wystawieniu wspólnych list w wyborach parlamentarnych. Powołano zespół programowy pod przewodnictwem Barbary Nowackiej. Uzgodnione przez uczestników rozmów pod egidą OPZZ „minimum programowe” ogłoszono 2 lipca. Zawierało ono 15 punktów podzielonych na trzy części, dotyczące: sprawiedliwości społecznej, równych praw i szans oraz państwa przyjaznego obywatelom.
18 lipca 2015 trzy partie – Twój Ruch, SLD oraz Partia Zieloni – podjęły decyzję o wspólnym wystawieniu list kandydatów do parlamentu. 19 lipca również Unia Pracy wyraziła wolę przystąpienia do koalicji lewicowych ugrupowań w jesiennych wyborach. 21 lipca poinformowano, że komitet wyborczy, w którego skład będą wchodzić te partie, będzie nazywać się „Zjednoczona Lewica”. Tego samego dnia podano do wiadomości, że rozpoczęto układanie list wyborczych.
18 sierpnia 2015 zarejestrowany został komitet Zjednoczona Lewica SLD+TR+PPS+UP+Zieloni (dzień wcześniej został zarejestrowany inny KKW Zjednoczona Lewica, powołany przez partie, które nie porozumiały się w sprawie uczestnictwa w tej koalicji; wycofał się on jednak ze startu w wyborach). Dwa tygodnie później na warszawskim Powiślu zostało zaprezentowane logo koalicji, przedstawiające serce oraz napis „Zjednoczona Lewica”, pod którym znalazły się skróty nazw partii wchodzących w jej skład. 1 września zostało zaprezentowane hasło wyborcze: „Szkoły budować, księży opodatkować”. 13 września odbyła się konwencja programowa koalicji. 14 września z koalicją związała się także Polska Partia Pracy – Sierpień 80, której dwoje przedstawicieli otworzyło listy wyborcze. Ponadto na listach ZL znalazło się kilku członków Krajowej Partii Emerytów i Rencistów, a także nieliczni członkowie Partii Demokratycznej, Stronnictwa Demokratycznego, ROG, PSL, PSD i SDPL. Koalicja wystawiła we wszystkich okręgach listy do Sejmu i w 31 ze 100 okręgów do Senatu. Na konwencji koalicji 4 października jej liderką ogłoszona została współprzewodnicząca TR Barbara Nowacka (której poparcia udzielił Włodzimierz Cimoszewicz).
Koalicja nie wprowadziła swoich przedstawicieli do Sejmu, zdobywając 7,55% głosów (co było 5. wynikiem spośród wszystkich komitetów) i nie przekraczając 8-procentowego progu dla koalicji. Nie uzyskała także mandatów w Senacie. Koalicja przekroczyła natomiast 6-procentowy próg finansowania dla partii ją tworzących (SLD otrzymał 70% subwencji, TR 20%, UP 8%, a Zieloni 2%; subwencji nie otrzymała PPS). Po wyborach partie tworzące Zjednoczoną Lewicę nie kontynuowały współpracy. W lutym 2016 nastąpiło symboliczne jej zakończenie.

## Poparcie w wyborach parlamentarnych
| Wybory | Sejm      | Sejm  | Sejm  | Sejm    | Sejm    | Senat   | Senat   | Rząd |
| Wybory | Głosy     | Głosy | Głosy | Mandaty | Mandaty | Mandaty | Mandaty | Rząd |
| Wybory | Liczba    | %     | +/-   | Liczba  | +/-     | Liczba  | +/-     | Rząd |
| ------ | --------- | ----- | ----- | ------- | ------- | ------- | ------- | ---- |
| 2015   | 1 147 102 | 7,55  |       | 0/460   |         | 0/100   |         | Brak |

Źródło: